# Économie des organisations
L'économie des organisations est une branche de l'économie qui étudie l'ensemble des arrangements institutionnels permettant la mise en œuvre de la production et l'échange de biens et de services.
Dans un sens plus restreint, l'économie des organisations consiste dans l'étude de l'organisation comme entité économique spécifique, l'entreprise étant l'organisation analysée de manière privilégiée.
L'économie des organisations s'intègre également dans le corpus plus large de la théorie des organisations avec d'autres disciplines comme la sociologie des organisations.

## La rupture avec l'approche classique et néoclassique

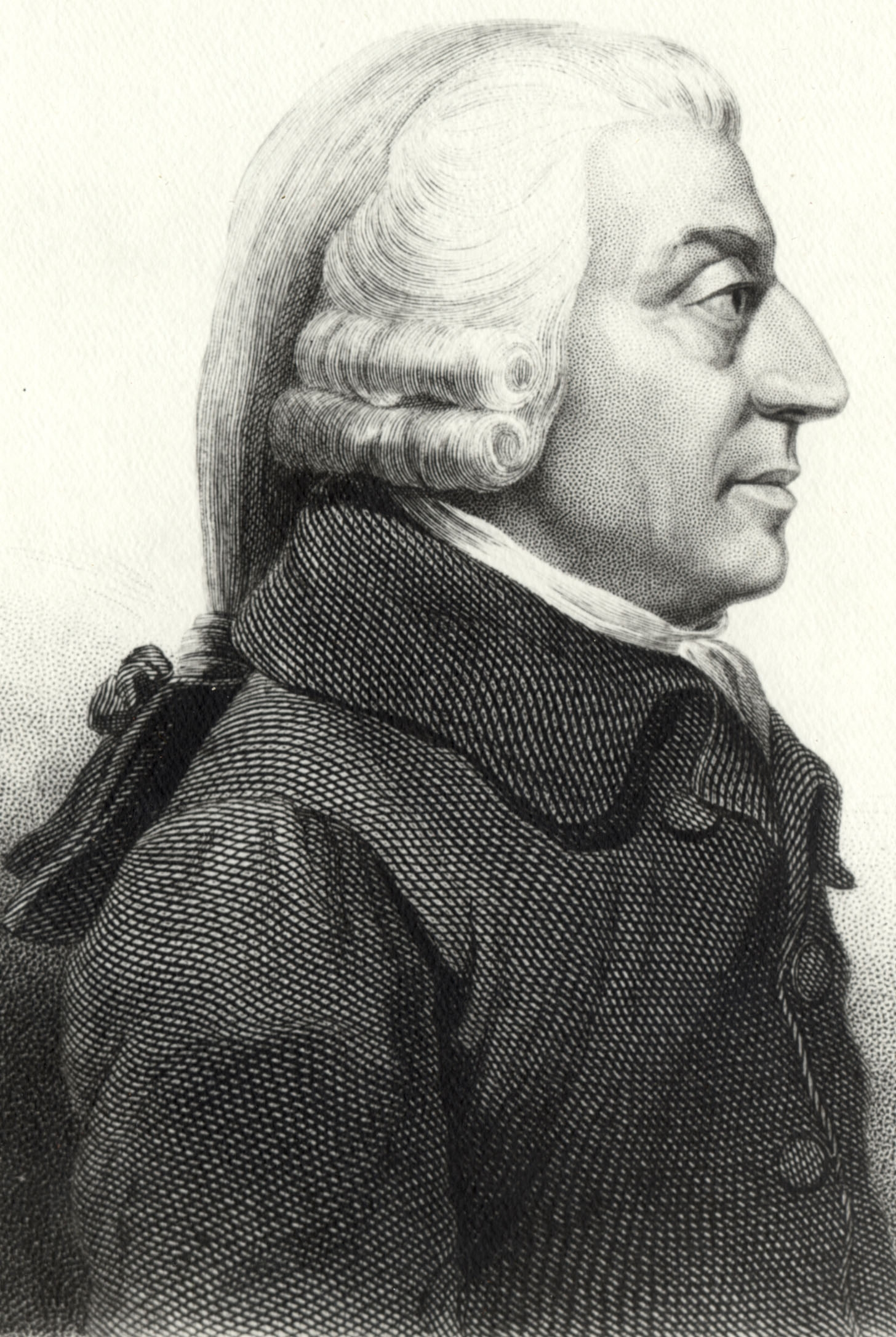
Adam Smith

Depuis l'antiquité l'organisation a été un sujet d'analyse. Platon idéalisait les fonctions des individus au sein de sa société par la division du travail. Au XVIIIe siècle, Adam Smith est un des premiers auteurs à réfléchir au fonctionnement de l'entreprise. Il met en valeur le fait que la division du travail par la spécialisation en fonction des compétences permet de dynamiser le marché (exemple de la manufacture d'épingle). Dans cette optique, l'entreprise et donc l'organisation reste une « boîte noire » dans la mesure où il n'analyse pas les phénomènes se produisant en son sein, mais simplement les motivations des individus et les conséquences sur le marché. L'individu simplifié ne recherche ici que la satisfaction de ses intérêts personnels d'un point de vue purement économique. Toutefois, il ne faut pas oublier qu'Adam Smith considère d'autres motifs d'actions dans sa « Théorie des sentiments moraux ». Cette conception d'un individu recherchant à maximiser ses avantages propres sera reprise par plusieurs auteurs dont John Stuart Mill ou encore Vilfredo Pareto au début du XXe siècle. Ce dernier développera le concept d'Homo œconomicus décrivant un individu parfaitement égoïste et maximisateur de sa propre utilité.
Ces hypothèses furent partiellement reprises par la théorie néoclassique (voir la théorie néoclassique du producteur). Cette école simplifie l'entreprise par une fonction de production déterminant le comportement de l'entrepreneur, supposé rationnel. Ce dernier est guidé par un objectif unique de maximisation du profit (de l'utilité) à partir de l'utilisation de deux facteurs de production (le capital et le travail) dans une économie où règne une concurrence simplifiée (pure et parfaite). L'entreprise est perçue comme un point et un automate. La théorie économique explique alors l'existence de l'entreprise par le facteur technologique : l'entreprise est le lieu permettant de transformer certains inputs (travail, capital fixe, capital circulant, capital humain) en outputs (biens et services commercialisés sur le marché).
L'article de Ronald Coase, « The Nature of the Firm », publié en 1937, marque une des ruptures avec l'approche néoclassique standard de l'organisation. À partir des années 1940, il se développe en effet un ensemble d'approches alternatives ambitionnant de répondre à diverses questions :
- Pourquoi existe-t-il des entreprises et diverses autres formes d'organisations ?
- Comment se comportent les organisations, en tant qu'entités économiques distinctes ?
- Comment s'organise la production au sein des entreprises ? Comment fonctionnent les organisations ?
- Comment expliquer les diverses trajectoires suivies par les organisations ? Quels sont les déterminants de leur évolution ? Comment font-elles face aux transformations récentes de leur environnement ?

L'œuvre de Masahiko Aoki conduit de plus à repenser l’articulation entre institutions, organisations et agents individuels, articulation seule à même de saisir la dynamique historique des économies. Pour lui, l'organisation doit réaliser le choix entre gain de spécialisation et communication horizontale pour une coordination optimale comme celle observée dans les entreprises japonaises des années 1990. Une coordination entre les apporteurs de capitaux et avec les salariés par la médiation du manager est ainsi révélée.
Ces ruptures nous amènent à regrouper les différentes théories économiques modernes de l'organisation en trois catégories : les approches « contractualistes », les approches « cognitivistes » et les approches « politiques ».

## Les approches contractualistes
Les approches contractualistes de l'organisation renvoient à la branche néoclassique de la nouvelle économie institutionnelle (on parlera de « théorie standard étendue ») : l'entreprise y est conçue comme un « nœud de contrats » à partir desquels est organisée la production.

### La théorie des coûts de transaction
L'article de 1937 de Coase marque la naissance du concept de coût de transaction, concept au centre des approches contractualistes des organisations. Dans cet article, Coase tente de déterminer les raisons pour lesquelles il existe, à côté du marché, des modes alternatifs de coordination des activités des agents économiques tels que les organisations et plus spécifiquement l'entreprise.
Pour Coase l'explication vient de ce que le recours à la coordination marchande, c'est-à-dire par le système de prix, entraîne des coûts de trois sortes : « coûts de recherche et d’information » (par exemple, coûts liés à la découverte des prix adéquats), « coûts de négociation et de décision » (par exemple, coûts de négociation et de conclusion des contrats), « coûts de surveillance et d’exécution » (par exemple, coûts liées à la surveillance des prestataires). Cet ensemble est regroupé sous le terme générique de coûts de transaction.
Coase affirme alors que les agents préféreront recourir à un mode de coordination alternatif, fondé sur la hiérarchie et non sur le système de prix, à partir du moment où les coûts de transaction liés à la coordination marchande dépasseront ceux liés à la coordination hiérarchique (cette relation est connue sous le nom de « Théorème de Coase »). La relation inverse est évidemment également valable. Avec Coase, marché et hiérarchie sont donc conçus comme les deux formes alternatives de coordination.
L'intuition de Coase restera plus ou moins ignorée pendant plus de quarante ans. Il faut attendre les travaux de Oliver Williamson dans les années 1970 et 80 pour que les intuitions coasiennes soient formalisées, au travers de la théorie des coûts de transaction. Outre Coase, Williamson fonde son approche sur les apports d'une série d'auteurs : J.R.Commons, Herbert Simon, Kenneth Arrow ou encore l'historien Alfred Chandler. Williamson commence par donner des fondements microéconomiques à son approche à partir de deux postulats sur le comportement des agents économiques : d'une part, dans la lignée de Simon, Williamson postule que ceux-ci ne sont dotés que d'une rationalité limitée, ce qui indique que si les agents sont rationnels (i.e. ils ont des préférences et des objectifs qu'ils cherchent à atteindre), ils sont néanmoins limités sur le plan cognitif de telle sorte qu'ils ne peuvent pas calculer tous les états de la nature envisageables avant d'agir. D'autre part, ces mêmes agents sont supposés être opportunistes, c'est-à-dire qu'ils peuvent recourir à la ruse ou à la triche pour parvenir à leurs fins.
Les agents économiques concluent entre eux des transactions. Trois facteurs viennent différencier ces dernières : la spécificité des actifs échangés, l'incertitude et la fréquence. Un actif (matériel, humain, etc.) est dit spécifique quand une transaction requiert un investissement durable et que celui-ci est peu, voire pas du tout redéployable sur une autre transaction. Dans ce cas, l'agent qui engage l'actif dans une transaction se retrouve dans une situation de dépendance vis-à-vis de l'autre partie. Ce lien de dépendance durable qui se crée rend la transaction marchande typique inadaptée car une série de problèmes se pose (contrôle du respect des engagements, définition des règles de partage des résultats de la coopération, etc.). L'incertitude, combinée à la rationalité limitée des agents et à leur opportunisme, induit la probabilité plus ou moins importante de survenance d'aléas liés aux transactions. Plus l'incertitude est importante, plus la structure institutionnelle sous-tendant l'échange doit être en mesure de répondre efficacement à ces aléas. Enfin, la fréquence d'une transaction est fonction croissante de la spécificité des actifs engagés : plus un actif est spécifique, plus les parties engagées sont susceptibles d'être amenées à agir conjointement.
Avec ces données en main, il est alors possible d'énoncer l'idée centrale de la théorie des coûts de transaction : l'arrangement institutionnel choisi (entreprise, marché ou toute forme d'organisation « hybride » [sous-traitance, concession, alliance, réseaux etc.]) sera celui qui minimisera les coûts de transaction plus les coûts de production.
On peut alors esquisser une typologie des différentes formes d'arrangements institutionnels envisageables suivant le degré de spécificité des actifs, l'incertitude et la fréquence des transactions. À niveau d'incertitude donné, Williamson montre ainsi que plus la spécificité et la fréquence sont importantes, plus l'arrangement institutionnel adopté tendra vers une intégration verticale des activités et donc vers un mode de coordination administratif. Williamson indique que l'intégration verticale et l'extension de la coordination hiérarchique sont limitées en raison des problèmes d'incitation et de bureaucratie. L'intégration entraîne des distorsions et des coûts qui lui sont spécifiques.
Deux points supplémentaires sont à noter : d'une part, Williamson s'appuie sur cette grille de lecture pour expliquer l'apparition des nouvelles formes d'organisation et notamment le développement de la structure divisionnelle au cours du XXe siècle, mise en avant par ailleurs par Chandler. À partir d'un raisonnement déductif, Williamson tente de montrer que cette forme d'organisation s'est imposée car elle minimise les coûts de transaction en faisant apparaître un marché interne à l'entreprise. D'autre part, Williamson s'éloigne pour partie des analyses originelles de Coase en minimisant l'opposition entre les coordinations marchandes et hiérarchiques. Notamment dans ses travaux les plus récents, Williamson tend en effet à aborder les entreprises comme un nœud de contrats où employés et employeurs sont appréhendés comme des fournisseurs et des clients.

### Théories de l'agence et des droits de propriété
Les théories de l'agence (Michael C. Jensen et William H. Meckling) et des droits de propriété (Armen Alchian et Harold Demsetz) constituent des applications directes du cadre analytique néoclassique aux situations où se manifeste des asymétries d'informations entre les agents. Ces derniers sont supposés rationnels et maximisateurs mais l'abandon de l'hypothèse d'information parfaite est à l'origine de l'émergence de problèmes de coordination et d'incitation. L'entreprise apparaît alors comme un arrangement institutionnel susceptible d'y répondre.
La théorie des droits de propriété part du postulat que tout échange entre agents correspond en fait à un échange de droits de propriété sur des objets (le droit d'utilisation, d'en tirer un revenu, de le céder à un tiers). Les coûts organisationnels étant alors fonction de la nature de ces droits et en particulier du niveau d'exclusivité d'utilisation et de transférabilité. La fonction des droits de propriété est aussi d'internaliser les externalités et de fournir ainsi aux individus des incitations à créer et à valoriser des actifs. La définition des droits de propriété doit permettre de parvenir à une situation d'allocation optimale des ressources (voir Théorème de Coase). L'organisation, et plus spécifiquement l'entreprise capitaliste (ou firme), est alors vue comme une structure spécifique de droits de propriété devant permettre la mise en œuvre d'incitations et de procédures de contrôle efficaces et efficientes. La plupart des travaux s'inscrivant dans ce cadre d'analyse débouchent sur la conclusion que la firme capitaliste, et plus spécifiquement la société par actions, a émergé du fait de la supériorité du système de droits de propriété privés sur toutes les autres formes d'organisation de la production, à commencer par l'entreprise publique. Adolphe Berle et Gardiner Means soutiennent de plus l'idée que seul le manager a les compétences pour rendre l'organisation efficace par rapport à l'actionnaire. Le contrôle de l'actionnaire et du chiffre d'affaires devient indispensable à l'organisation dans le cadre néanmoins d'une certaine concurrence entre dirigeants.
La théorie de l'agence s'inscrit dans le prolongement direct de la théorie des droits de propriété. Jensen et Meckling (1976) définissent ainsi la relation d'agence comme un contrat pour lequel une ou plusieurs personnes (le principal) engage une autre personne (l'agent) pour exécuter en son nom une tâche quelconque qui implique une délégation d'un certain pouvoir de décision à l'agent. L'entreprise est définie comme un nœud de contrats spécifique passé entre les détenteurs des facteurs de production (le capital et le travail) et leurs « clients ». Cette vision a plusieurs implications fortes : l'entreprise est perçue comme une fiction légale, n'ayant pas d'existence propre et donc de réelles frontières, et surtout la distinction marché/organisation héritée de Coase perd une grande partie de sa signification. L'entreprise est ici appréhendée comme une forme d'organisation visant à minimiser les coûts d'agence liés à l'asymétrie d'information. Il s'agit en fait de trouver la structure de contrats devant permettre de mettre en place les incitations adéquates et de réaliser la coordination des agents en définissant un partage optimal entre les agents des risques et des bénéfices.
Comme pour la théorie des droits de propriété, la théorie de l'agence tend à montrer que c'est la configuration contractuelle la plus efficiente qui s'impose. Ainsi, dans un environnement complexe et lorsque l'entreprise est de taille importante (c'est-à-dire que les informations pertinentes sont réparties entre un grand nombre d'agents), il est argué qu'il est plus efficient de séparer le contrôle des décisions de gestion de celui des décisions de contrôle.

## Les approches cognitivistes
On peut regrouper sous le vocable « cognitiviste » la théorie des compétences développée notamment par Edith Penrose et George B. Richardson (bien qu'elle ait connue une plus grande audience dans les sciences de gestion) et les approches évolutionnistes.

### L'approche ressource (théorie des compétences)
La théorie des compétences a émergé avec l'ouvrage de Edith Penrose, paru en 1959, The Theory of the Growth of the Firm. Penrose part d'une interrogation sur la croissance des entreprises : pourquoi la firme grandit-elle, dans quelle direction, quels sont les facteurs qui limitent son taux de croissance ?
Elle définit la firme comme un ensemble de ressources productives organisé dans un cadre administré. La fonction de la firme est d'acquérir et d'organiser, par le biais de plan, ses ressources (matérielles, immatérielles, humaines) dans le but de vendre avec profit, sur le marché, des biens et des services. Dans cette optique, la firme va être amenée à combiner de différentes manières l'ensemble de ses ressources. Or, du fait du caractère indivisible de certaines ressources, l'entreprise va le plus souvent disposer d'un excès de ressources. À cet excès, s'ajoute le fait que la firme accumule progressivement de l'expérience et améliore son processus productif. Ce sont ces deux facteurs (excès de ressources et accumulation d'expérience) qui permettent à l'entreprise de croître.

#### Compétences internes et diversification
L'entreprise va faire ainsi usage des ressources en excès pour procéder à une diversification cohérente. Cet usage est fonction de trois éléments :
- les opportunités externes qui émanent de l'environnement ;
- l'image que les équipes managériales se forge de son environnement externe ;
- des ressources internes de l'entreprise.

George B. Richardson vient approfondir les analyses de Penrose. Il commence par distinguer les activités des compétences. Les activités économiques correspondent chacune à une étape du processus de fabrication d'un bien ou d'un service. Elles forment un ensemble caractérisant les différentes industries. Ces activités sont mises en œuvre au sein d'organisations qui s'appuient sur des compétences appropriées. Par ailleurs, les activités se distinguent par deux caractères : la similarité (si les compétences sont adaptées car semblables) et la complémentarité (si les compétences sont adaptées car requises à une production spécifique). Dès lors, Richardson postule que la diversification d'une entreprise ne sera pas fonction du profit potentiel qu'elle pourra en tirer, mais des compétences à mobiliser. Une typologie des différentes formes de diversification peut alors être établie :
- intégration verticale : activités complémentaires et similaires
- division du travail : activités complémentaires et non similaires
- diversification cohérente : activités non complémentaires et similaires

#### Cas des compétences externes
George B. Richardson approfondit également l'analyse de Penrose en étudiant les cas de coopération entre les firmes comme alternative au marché. Ainsi, il établit que les entreprises coopéreront quand les besoins de coordination seront étroits, l'étroitesse étant forte quand ces besoins sont qualitatifs, non anticipables et que les innovations introduites par les entreprises sont systémiques. C'est le cas si les activités sont peu complémentaires.
De nos jours, cette nécessité d'associer de plus des compétences très diverses et pointues (activités non similaires et peu complémentaires), réparties souvent dans le monde entier, alliée aux possibilités qu'apportent les moyens de communication actuels pour l'échange de données en temps réel et le travail en réseau, aboutit à la notion d'entreprise étendue.
Gary Hamel et C.K. Prahalad analysent aussi par l'approche ressource, la prise de décision d'externaliser une activité de l'organisation. Les compétences (Cœur de compétence) à ne pas externaliser sont celles qui donnent accès à de nombreux marchés, représentent un avantage perçu par le client, et sont difficilement imitables. Ils distinguent alors les compétences spécifiques, fondamentales, de ricochet (créent des synergies de manière indirectes), de protection et parasites (créent des coûts cachés). Les organisations disposant des bonnes compétences bénéficient alors de la motricité nécessaire pour réaliser d'autres stratégies.

### L'approche évolutionniste
Le programme de recherche scientifique évolutionniste a véritablement émergé avec Richard R. Nelson et Sidney G. Winter qui se reconnaissent de l'analyse de Joseph A. Schumpeter. L'analyse évolutionniste de la firme prend place dans un projet plus large voulant rendre compte du progrès technique et de l'innovation. L'approche évolutionniste peut aussi être classée dans les approches cognitives de l'organisation. En effet, l'idée que l'entreprise dispose de routines (compétences des individus, « skills ») pouvant se transmettre comme des gênes créant ainsi l'organisation par sélection naturelle, est de l'ordre du savoir. C'est le savoir de l'organisation qui est l'étalon de mesure de la transformation de l'organisation. La firme est envisagée comme étant constituée d'individus distincts et dotés de caractéristiques cognitives qui leur sont propres (individualisme méthodologique). Dans cette optique, la notion de routine se voit accordée une importance fondamentale : les comportements individuels sont guidés et coordonnés par des routines que les agents ont acquises au cours de leurs interactions. Les décisions sont pour cette approche de l'ordre de la rationalité procédurale et du « satisficing » : suivant l'analyse de Herbert Simon. Les approches évolutionnistes postulent que les agents sont dotés d'une rationalité procédurale qui indiquent qu'ils ne cherchent pas nécessairement les choix optimaux. La question centrale qui est posée est celle de la cohérence de l'entreprise et, en prolongement, les logiques d'évolutions et de transformations des différentes firmes.

#### Les facteurs de performance de l'organisation
Selon la théorie évolutionniste, les firmes se différencient par les routines individuelles et organisationnelles qui constituent leur patrimoine. Ces routines sont le fruit d'un processus d'apprentissage induit par la répétition des tâches et l'expérimentation. Cet apprentissage, qui se traduit par une amélioration des processus productifs et par la découverte de nouveaux modes opératoires, est de nature cumulatif. Il se matérialise par des routines organisationnelles tacites et difficilement transférables, seules une partie d'entre elles pouvant être codifiées. Les routines (représentant une part du capital immatériel de l'organisation : les compétences des individus) sont un premier facteur explicatif de l'organisation (des actifs spécifiques). Ces routines tacites sont fonction du système d'information, de la circulation d'information, du processus de décision et de l'organisation du travail. Les routines sont sensibles aux conflits.

#### Les facteurs de variation (mutation)
L'évolution de la firme se fait le long d'un sentier déterminé par la nature des actifs spécifiques mobilisés. Notamment, la trajectoire suivie par les firmes est essentiellement fonction des actifs secondaires, c'est-à-dire les actifs ne rentrant pas de manière prioritaire dans l'activité principale de l'entreprise. Ce sont les opportunités technologiques, qui apparaissent le plus souvent de manière aléatoire, qui expliquent les bifurcations dans ces trajectoires. Le sentier d'évolution est donc fonction d'un processus d'hérédité (les routines qui sont reproduites dans la firme) et d'un processus de variation (changement dans les routines induit par les actifs secondaires et les opportunités technologiques). L'innovation est considérée comme une mutation. Cette mutation est générée par la transmission des routines. Les routines peuvent provenir de la relation qu'entretient l'organisation avec l'environnement.

#### La sélection naturelle
Les firmes subissent un processus de sélection exercé par leur environnement : les firmes les moins adaptées au caractéristique d'un environnement donné sont amenées à disparaître. La sélection naturelle des organisations ne tend pas automatiquement vers l'optimisation de celle-ci. L'hérédité et la les mutations des routines confrontées à l'environnement réalise la sélection naturelle des organisations. Finalement, les approches évolutionnistes expliquent les trajectoires d'évolution suivies par les différentes firmes par l'ensemble des compétences technologiques, des actifs complémentaires et des routines que chacune d'entre elles développent. À ce titre, la notion de « dépendance du sentier » (path dependency) est essentielle : du fait du caractère cumulatif de l'apprentissage, une variation infime dans le contenu des routines ou des compétences de deux firmes peut engendrer des évolutions de ces dernières radicalement différente.

## Les approches politiques
Les approches politiques de l'entreprise ont pour caractéristique majeure de souligner la dimension institutionnelle de l'entreprise, plus que son aspect organisationnel. À ce titre, l'entreprise est d'abord vue comme lieu de production de règles et de normes permettant la régulation des comportements. Deux courants français hétérodoxes, l'école de la régulation et l'économie des conventions développent particulièrement cette perspective.

### La théorie de la régulation et l'entreprise capitaliste
L'école de la régulation est un courant de pensée français apparu dans les années 1970. Ce programme de recherche scientifique, dont les principaux chefs de file sont Michel Aglietta et Robert Boyer, a émergé au travers d'une tentative de proposer une explication théorique endogène à la crise des années 1970. Pendant très longtemps, le programme régulationniste a été essentiellement d'ordre macroéconomique, se proposant d'analyser la dynamique des régimes d'accumulation et des modes de régulation des économies. Rapidement, l'entreprise est toutefois apparue comme une institution essentielle devant être intégrée à l'analyse.
L'entreprise est en effet conçu comme la matérialisation des compromis et des contrats structurant le processus d'accumulation. Cinq traits sont constitutifs de la firme fordiste, c'est-à-dire l'entreprise fondant le développement du régime d'accumulation fordiste, tel qu'il s'est développé après la Seconde Guerre mondiale :
- L'entreprise fordiste est le lieu d'un antagonisme capital/travail, qui se manifeste notamment au travers du partage de la valeur ajoutée ;
- L'entreprise est le lieu de mise en œuvre de principes permettant des gains de productivité ;
- L'entreprise fordiste est une grande entreprise, le plus souvent intégrée verticalement, s'appuyant sur le principe des économies d'échelle ;
- L'entreprise fordiste est le lieu de formation d'un ensemble de pratiques contractuelles formelles ;
- L'entreprise est un lieu d'élaboration de standards et de normes.

Par rapport aux approches contractualistes et cognitivistes, l'une des originalités de la conception régulationniste de la firme est donc de mettre l'accent sur la dimension politique et conflictuelle de l'entreprise. Cette dernière est le théâtre d'un rapport de force fondant et structurant la régulation macroéconomique des économies. Surtout l'approche régulationniste permet de faire un rapprochement entre les transformations que les entreprises connaissent actuellement et les évolutions affectant le régime d'accumulation et le mode de régulation des économies des pays développés.

### L'entreprise dans l'économie des conventions
L'économie des conventions est un courant hétérodoxe français apparu dans les années 1980. À l'inverse de la théorie de la régulation, la perspective conventionnaliste est d'ordre microéconomique et reste attaché à l'individualisme méthodologique. L'analyse conventionnaliste des organisations combine en fait les approches politiques et cognitivistes. À l'instar de la théorie de la régulation, l'économie des conventions (EC) part de la prémisse que le marché, loin d'être universel, n'est qu'une institution, c'est-à-dire une construction sociale (une « convention constitutive ») parmi d'autres. En s'appuyant sur le modèle des économies de la grandeur, l'EC repère plusieurs logiques à l'œuvre au sein de la société. La notion de convention occupe une place centrale dans cette perspective, puisque c'est par l'élaboration de convention que les individus parviennent à se coordonner.
Les économies de la grandeur analyse les organisations en termes de conventions et d'accords. Il s'agit d'une approche interdisciplinaire. L'économie des conventions, qui sert de base au modèle des économies de la grandeur, part de l'idée que pour qu'il y ait échange, coordination, coopération entre des agents, il faut qu'il y ait des conventions entre les personnes concernées, c'est-à-dire un système d'attentes réciproques entre les personnes sur leurs comportements. Ces conventions peuvent être écrites ou non. Dès lors, les acteurs sont insérés dans des situations à la fois conflictuelles et coopératives, et on doit dépasser le clivage entre économie et sociologie.
Le modèle des économies de la grandeur éclaire la problématique de la coordination en entreprise. Il permet de répondre en partie à des questions que les modèles classiques, axés sur les stratégies, les phénomènes de pouvoir, les phénomènes de régulation et les phénomènes identitaires, laissent de côté.
Parmi les logiques majeures à l'œuvre dans la société, l'EC souligne notamment l'importance des logiques marchandes et industrielles. Ces deux logiques prennent notamment forme au travers de deux grands types d'entreprise :
- L'entreprise marchande : s'appuie sur la logique marchande qui fait du prix le critère de jugement de la qualité ;
- L'entreprise fordiste : matérialise les principes de la logique industrielle. L'entreprise fordiste est fondée sur la standardisation des produits et sur une organisation scientifique de la production.

Une troisième logique, la logique domestique, est un autre ordre essentiel engendrant une forme spécifique d'organisation. Ainsi, l'entreprise « domestique » s'appuie sur la production d'un produit de qualité traditionnelle, s'adressant à une clientèle spécialisée et réalisée à partir d'un travail artisanal.
Une quatrième et dernière logique, ou convention, occupe une place importante : la convention de réseau. C'est sur cette logique notamment que le toyotisme et l'organisation productive qui va avec s'est appuyée. Ces principaux principes sont les suivants (François Eymard-Duvernay, 2005) : diversification des produits, gestion en juste à temps, polyvalence, nouvelle forme de coordination entre entreprise (le réseau).
On comprend ainsi que l'analyse conventionnaliste se démarque des approches contractualistes. Chez ces dernières, la forme organisationnelle adoptée répond à un souci d'efficacité économique (par exemple, minimiser les coûts de transaction), cette efficacité étant évaluée à partir d'un référent unique (la logique marchande). À l'inverse, selon l'économie des conventions, la forme organisationnelle adoptée est fonction d'un arbitrage portant sur les différentes conceptions du bien commun, c'est-à-dire des valeurs à partir desquels l'entreprise souhaite être jugée. Enfin, la grille conventionnaliste débouche également sur des analyses relevant davantage de la sociologie des organisations : à chaque convention/logique (marchande, domestique, industrielle et de réseau), correspond en effet une convention de travail à partir de laquelle les travailleurs se coordonnent.